# Hannah Mahoney
Hannah Mahoney (geb. Small; 1884–1974) war eine gambische Politikerin.

## Leben
1910 war Mahoney die erste weibliche gambische Beamtin.
Vor oder in 1941 (nach anderen Angaben bereits 1933 oder erst 1943) wurde sie als Mitglied in den Stadtrat der gambischen Hauptstadt, den Bathurst Advisory Town Council (den Vorgänger des heutigen Banjul City Council) nominiert und war somit erste Frau in Gambia in einem politischen Gremium. Die ersten gewählten Vertreterinnen waren 1946 Hannah Forster und Cecilia Davies.
1944 wurde sie zu einer Justice of Peace eines Richtergremiums ernannt, dessen Aufgabenbereich jugendliche Straftäter waren.

## Familie
Hannah Mahoney gehörte der Bevölkerungsgruppe der Aku an und war Mitglied einer Familie, die das politische und soziale Leben in Gambia prägte. Sie war eine Tochter des Schneiders John W. Small. Der gambische Politiker Edward Francis Small war ihr Halbbruder. Sie war mit dem Politiker Sir John Andrew Mahoney (1883–1966) verheiratet und hatte mit ihm fünf Kinder:
- John Andrew (1919–2012) war Mediziner und mit der Historikerin Florence Mahoney verheiratet.
- Priscilla (geb. um 1920/1921), heiratete Louis Francis Valantine, der 1965 bis 1968 Hochkommissar Gambias in Großbritannien war.[6]

- Louise Antoinette (Louise N’Jie) (1922–2014) heiratete den ersten gambischen Zahnarzt oder Chirurgen Denis/Dennis Njie[7] und war später die erste weibliche gambische Ministerin.
- James Mahoney (geb. um 1923) war Anwalt und lebte in Großbritannien und Sierra Leone.[6]
- Hannah Augusta (Augusta Jawara) (1924–1981) war ebenfalls Politikerin und heiratete den späteren Präsidenten Gambias, Dawda Jawara ((1924–2019)).